# Poul Richard Høj Jensen
Poul Richard Høj Jensen (Copenhague, 2 de junho de 1944) é um velejador dinamarquês, campeão olímpico. Ele competiu nos Jogos Olímpicos de Verão de 1976 e 1980 na classe Soling e conquistou a medalha de ouro em ambas as ocasiões, ao lado de Valdemar Bandolowski e Erik Hansen.
Depois de completar o serviço militar na Marinha Dinamarquesa, Høj Jensen trabalhou na construção de barcos para Paul Elvstrøm e Hans Fogh. Após 15 anos, ele deixou a empresa para abrir uma empresa de fabricação de velas com Fogh. Ele então fundou sua própria empresa Høj Jensen Design. Jensen sagrou-se campeão mundial de kite duas vezes e ganhou cinco títulos de campeonatos europeus. Depois de seu compatriota dinamarquês Aage Birch, ele é o vencedor de maior sucesso da prestigiada Drachen Gold Cup, com cinco vitórias.